# IC 1739
IC 1739 је спирална галаксија у сазвјежђу Пећ која се налази на листи објеката дубоког неба у Индекс каталогу.
Деклинација објекта је - 34° 3' 20" а ректасцензија 1h 50m 29,3s. Привидна величина (магнитуда) објекта IC 1739 износи 14,1 а фотографска магнитуда 14,9. IC 1739 је још познат и под ознакама ESO 354-1, MCG -6-5-7, IRAS 01483-3418, PGC 6777.